# Christian C.A. Lange
Christian Christoph Andreas Lange (13. august 1810 på Stabæk – 10. maj 1861 i Kristiania) var en norsk historiker, farfar til Christian Lous Lange.
Fra sin tidligste ungdom blev han gennem sin slægtning Rudolph Keysers undervisning betagen af en interesse for sit lands historie, som han efter sin ansættelse som lærer ved Søkrigsskolen i Fredriksværn 1834 fik nem anledning til at dyrke ved grundige studier i de lange sommerferier. Efter Henrik Wergelands død blev han 1845 udnævnt til rigsarkivar og havde dermed fundet den rette anvendelse for sine evner og kundskaber.
Først fuldendte han udgivelsen af sit litterære hovedværk De norske Klostres Historie i Middelalderen og godtgjorde herved sin sjældne begavelse for en videnskabelig tilgodegørelse af utrykte kilder. Fra nu af ofrede han sig væsentlig for at lægge materialier til rette for forskningen, først og fremmest ved at bringe arkivet i brugbar stand, så vidt dette i hans dage lod sig gøre med de usle lokaler, det var henvist til på Akershus fæstning.
Det lykkedes ham at udvirke en fornyet udlevering af norske arkivsager fra de københavnske arkiver; og med en utrættelig iver gav han sig i kast med at ordne, katalogisere og organisere de hidtil kun vanskelig tilgængelige dokumentmasser. Dernæst var det hans agt at skabe et norsk diplomværk, der ikke skulde blive liggende utrykt, indtil samlingen kunde betragtes som endelig afsluttet; han udkastede og iværksatte den plan at udgive bind for bind som en fortløbende række supplementer til det første.
Dette første bind forelå 1849, udgivet af Lange med bistand af filologen C.R. Unger, der vedblev at være medudgiver til sin død 1898; Lange oplevede at se 5 bind af dette Diplomatarium Norvegicum færdige og kunde ved sin død overgive arbejdets fortsættelse til sin lærling Huitfeldt-Kaas. For at indsamle materiale til dette store kildeværk foretog Lange oftere rejser til Danmark, Sverige, Nordtyskland og Nederlandene.
I sine sidste leveår grundlagde Lange desuden udgivelsen af et andet omfattende historisk kildeværk, Norske Rigsregistranter, af hvis første bind han selv var hovedudgiver (de efterfølgende 11 binds udgivelse er besørget ved det efter Langes forslag stiftede Kildeskriftfond). Kortere aktmæssige bidrag til Norges historie besørgede han trykte i to bind Norske Samlinger (1849—60), hvoraf han var medudgiver, samt i sit Norsk Tidsskrift for Videnskab og Litteratur (1847—52), hvor han tillige skrev meget påagtede anmeldelser af nye bøger.
Stor fortjeneste indlagde han sig tillige ved at kompletere og udgive det af J.E. Kraft samlede "Norsk Forfatter-Leksikon 1814—56" samt ved at besørge en ny og revideret udgave af Jakob Aalls "Erindringer". Til selvstændigt forfatterskab i stil med sine venner Keysers og P.A. Munchs fandt Lange ikke tid. Ved sin død efterlod han dog en række velordnede og for efterslægten særdeles nyttige håndskrevne samlinger til Norges historie.